# Мата-о-ле-Афі
Мата-о-ле-Афі («Око вогню» або «Джерело вогню») — діючий вулкан на острові Саваї в Самоа. Останнє виверження відбулося у 1902 році.

## Виверження 1902 року
30 жовтня 1902 року розпочалося виверження . Цьому передувала серія з тринадцяти землетрусів, які пошкодили кам'яні церкви в Сафуне і Сасіна і зруйнували церкву в Паї.  Мешканці цих сіл і Аопо втекли.  8 листопада доктор Отто Тетенс оглянув вулкан та виявив кратер шириною в сто ярдів, що випускав дим і пірокластичний матеріал  та  другий кратер за дві милі на північ.  Виверження далі почало згасати і завершилося приблизно 17 листопада. 